# Maurice Houtart
Maurice Houtart, född 5 juli 1868, död 1 februari 1939, var en belgisk finansman och politiker.
Houtart var under flera år senator, och en av det katolska partiets ledare. Han var belgisk finansminister 1926-32.

## Utmärkelser
- Tre Stjärnors orden, första klass
- Storkors av Piusorden
- Kommendör av Leopoldsorden
- Storkors av Kronorden
- Kommendör av Hederslegionen

[Redigera Wikidata]